# Trance & Acid
Trance & Acid è il secondo album del disc jockey e producer Kai Tracid, pubblicato l'8 febbraio 2002.

## Tracce
1. Tracid Theme
2. Tiefenrausch (The Deep Blue)
3. Bad Shape
4. Destiny's Path feat. Jade4U
5. Message Without Words
6. Too Many Times
7. Suicide feat. Jade4U
8. Life Is Too Short
9. Peyote Song
10. Trance & Acid feat. Jade4U
11. Voyager
12. Destiny's Path (Warmduscher Remix) feat. Jade4U
13. The Worst Pain Of All